# Нузонвиль
Нузонви́ль (фр. Nouzonville) — коммуна во Франции, находится в регионе Шампань — Арденны. Департамент — Арденны. Административный центр кантона Нузонвиль. Округ коммуны — Шарлевиль-Мезьер.
Код INSEE коммуны — 08328.
Коммуна расположена приблизительно в 210 км к северо-востоку от Парижа, в 100 км севернее Шалон-ан-Шампани, в 6 км к северо-востоку от Шарлевиль-Мезьера.

## Население
Население коммуны на 2008 год составляло 6334 человека.
| 1962 | 1968 | 1975 | 1982 | 1990 | 1999 | 2008 |
| ---- | ---- | ---- | ---- | ---- | ---- | ---- |
| 6954 | 7798 | 7797 | 7355 | 6970 | 6869 | 6334 |

## Экономика
В 2007 году среди 3962 человек в трудоспособном возрасте (15—64 лет) 2653 были экономически активными, 1309 — неактивными (показатель активности — 67,0 %, в 1999 году было 63,9 %). Из 2653 активных работали 2146 человек (1234 мужчины и 912 женщин), безработных было 507 (265 мужчин и 242 женщины). Среди 1309 неактивных 381 человек были учениками или студентами, 297 — пенсионерами, 631 были неактивными по другим причинам.

## Фотогалерея

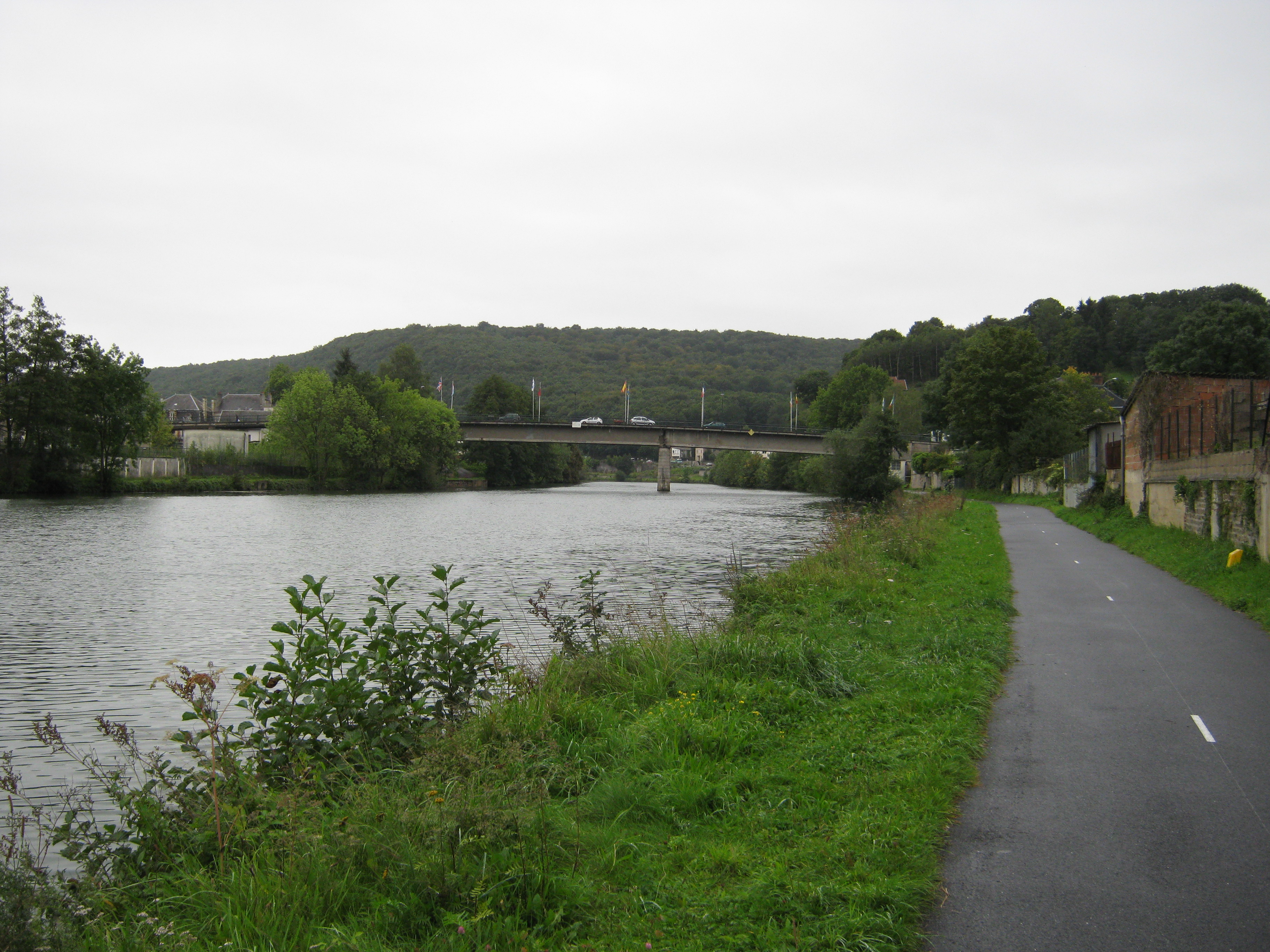
Нузонвиль
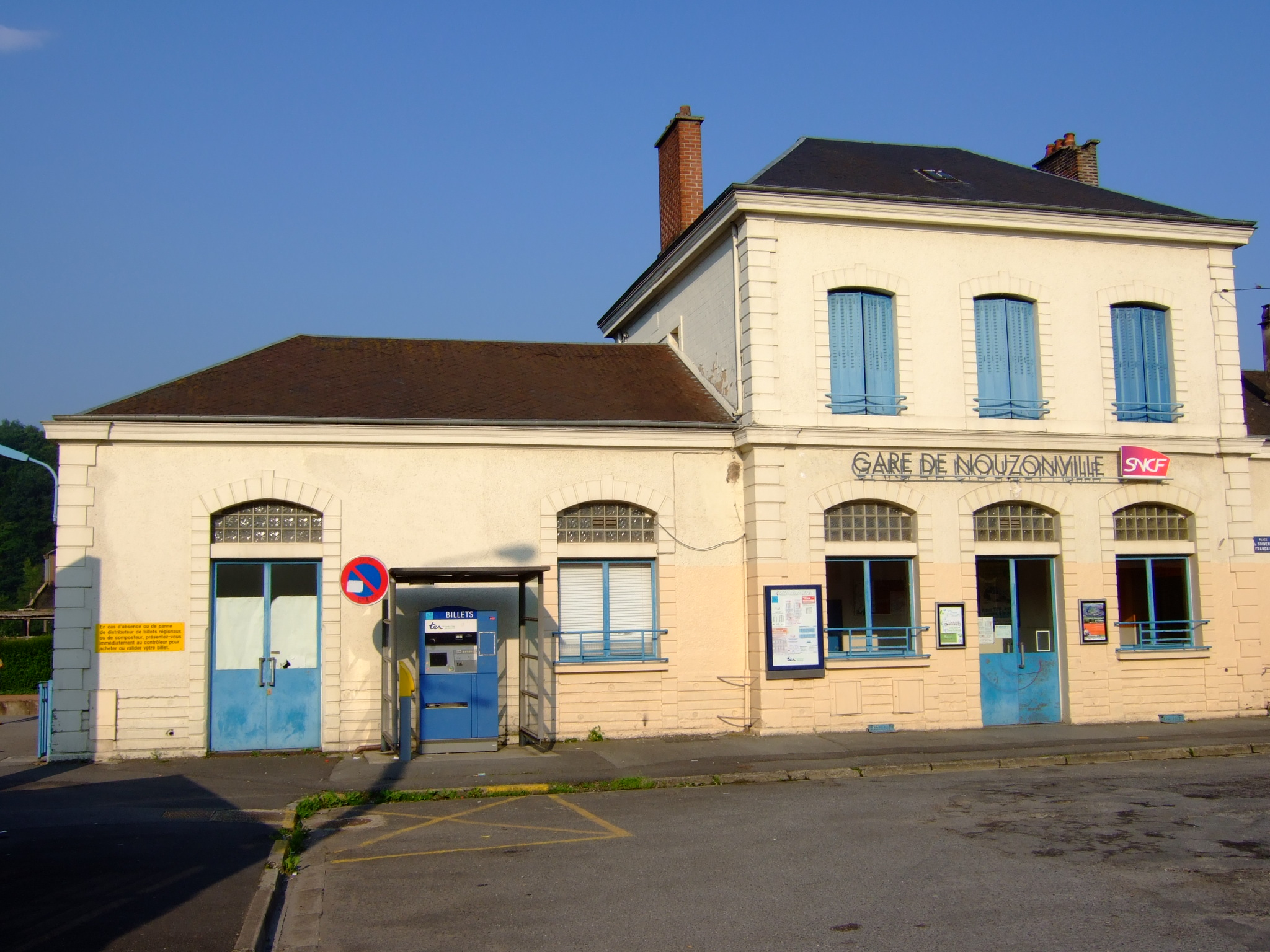
Здание вокзала
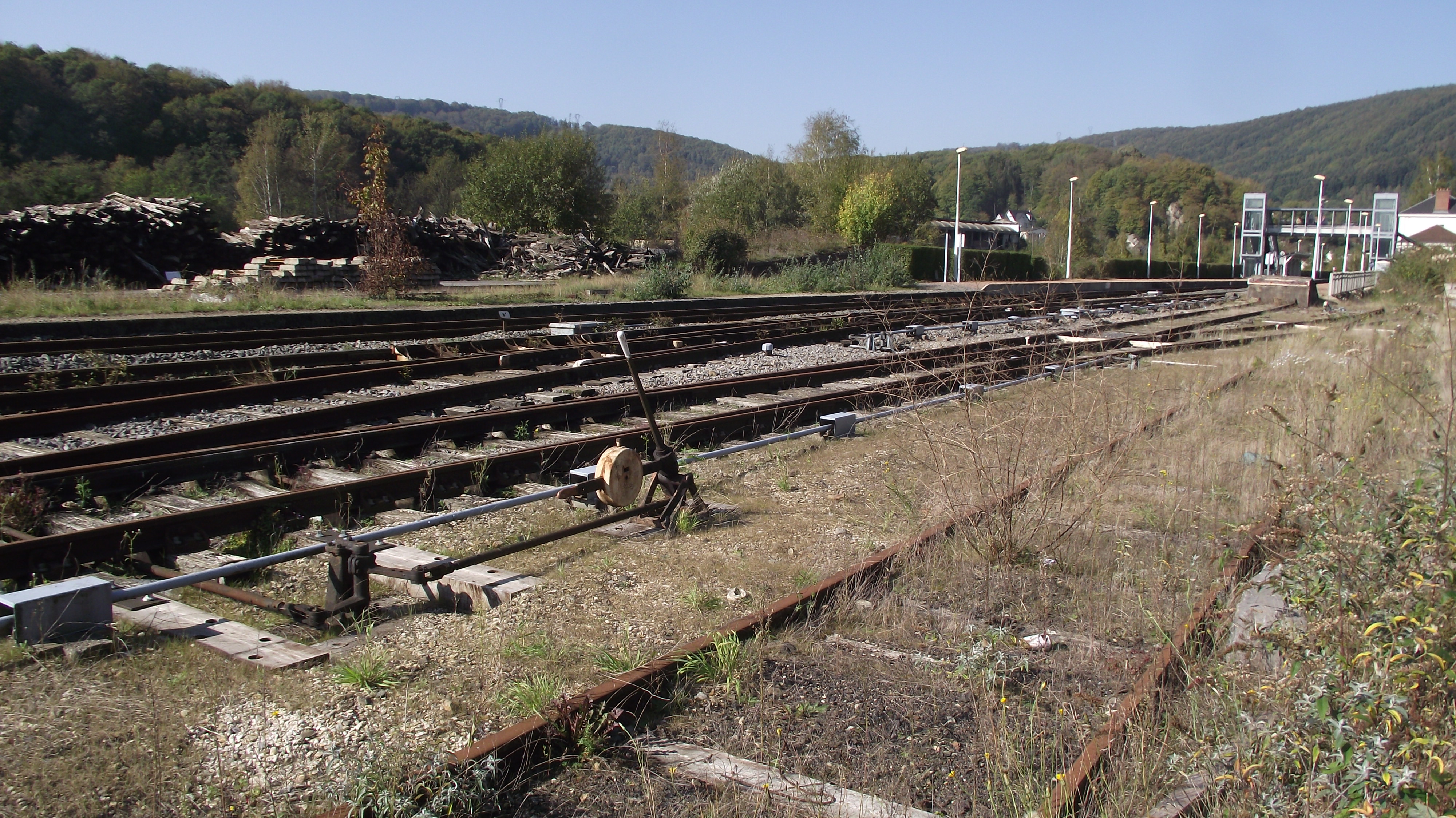
Вокзал